# Cleora cultrata
Cleora cultrata är en fjärilsart som beskrevs av Fletcher 1953. Cleora cultrata ingår i släktet Cleora och familjen mätare. Inga underarter finns listade i Catalogue of Life.